# Günther Moosbauer

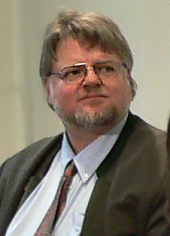
Günther Moosbauer, 2012

Günther Matthias Moosbauer (* 3. Juni 1966 in Passau) ist ein deutscher Provinzialrömischer Archäologe.
Günther Moosbauer studierte ab 1988 die Fächer Archäologie der Römischen Provinzen, Geschichte, Vor- und Frühgeschichte und Klassische Archäologie an der Universität Passau und der Universität Frankfurt am Main. Im Fach Alte Geschichte erlangte er den Grad Magister artium an der Universität Passau mit einer archäologisch ausgerichteten Arbeit. 1996 promovierte er in Archäologie der Römischen Provinzen an der Universität Passau mit der Arbeit Die ländliche Besiedlung im östlichen Raetien während der römischen Kaiserzeit. Die Arbeit wurde mit dem Straubinger Hochschulpreis und dem Kulturpreis Ostbayern ausgezeichnet. 1997/98 hatte er ein Reisestipendium der Römisch-Germanischen Kommission und bereiste die antiken Ruinenstädte rund um das Mittelmeer. Es folgte ein Postdoktorandenstipendium am Graduiertenkolleg der Universität Regensburg.
Moosbauer war wissenschaftlicher Assistent in Passau und seit 2001 an der Universität Osnabrück. 2004 erfolgte die Habilitation mit der Arbeit Kastell und Friedhöfe der Spätantike in Straubing. Römer und Germanen auf dem Weg zu den ersten Bajuwaren. In Osnabrück war er von 2004 bis 2009 wissenschaftlicher Oberassistent im Fach Alte Geschichte und von Januar 2010 bis zum Sommersemester 2013 der erste Inhaber des neueingerichteten Lehrstuhls für Archäologie der Römischen Provinzen. Zudem war Moosbauer von 2001 bis 2013 verantwortlich für das Projekt „Kalkriese, Römerschlacht im Osnabrücker Land“. 2009 verfasste er eine knappe Darstellung zur Varusschlacht. Er ist Spezialist für die provinzialrömische Archäologie und römische Agrargeschichte.
2011 entzifferte er als Angehöriger des Forschungsprojekts Harzhorn gemeinsam mit dem Althistoriker Rainer Wiegels die Inschrift auf einer Dolabra, die Ende 2010 bei Ausgrabungen am Harzhorn gefunden wurde. Er ordnete das nahezu 2,5 kg schwere Werkzeug anhand der eingeschlagenen Schriftzeichen der Legio IIII Flavia Severiana Alexandriana zu.
In der Nachfolge von Johannes Prammer leitet Moosbauer seit dem 1. Oktober 2013 das Gäubodenmuseum in Straubing. Nachfolger als Professor in Osnabrück wurde 2015 Salvatore Ortisi.

## Schriften (Auswahl)
- Die ländliche Besiedlung im östlichen Raetien während der römischen Kaiserzeit. Stadt- und Landkreise Deggendorf, Dingolfing-Landau, Passau, Rottal-Inn, Straubing und Straubing-Bogen. 2 Bände, Verlag Marie Leidorf, Eselkamp 1997, ISBN 3-89646-171-0.
- Kastell und Friedhöfe der Spätantike in Straubing. Römer und Germanen auf dem Weg zu den ersten Bajuwaren. Verlag Marie Leidorf, Rahden/Westfalen 2005, ISBN 3-89646-177-X.
- mit Helmut Bender: Das römische Donaukastell Schlögen in Oberösterreich. Verlag Marie Leidorf, Rahden/Westfalen 2005, ISBN 3-89646-174-5.
- Die Varusschlacht. C. H. Beck, München 2009, ISBN 978-3-406-56257-0.
- Die vergessene Römerschlacht. Der sensationelle Fund am Harzhorn. C. H. Beck, München 2018, ISBN 978-3-406-72489-3.
- mit Veronika Fischer: Römer und frühe Baiern in Straubing. Archäologie, Geschichte, Topographie (= Dauerausstellungskataloge des Gäubodenmuseums. Band 1). Pustet, Regensburg 2022, ISBN 978-3-7917-33524.